# Nancy Drew and the Hidden Staircase
 Nancy Drew and the Hidden Staircase es una película estadounidense de misterio adolescente dirigida por Katt Shea con un guion de Nina Fiore y John Herrera, basada en el libro del mismo nombre de Carolyn Keene que fue adaptado anteriormente en una película de 1939. La película está protagonizada por Sophia Lillis en el papel principal de Nancy Drew, mientras investiga una casa encantada. 
La película fue estrenada el 15 de marzo de 2019.

## Argumento
Después de la muerte de su madre, la detective de 16 años Nancy Drew y su padre Carson se mudan de Chicago a la zona rural de River Heights. Mientras Nancy lucha por encajar, Carson es activo en la política local, luchando contra el desarrollo de una línea de tren a través de la ciudad. Un matón local llamado Willie Wharton amenaza a Nancy una noche para tratar de asustar a su padre para que retroceda.
Mientras realiza el servicio comunitario como castigo por una broma a un acosador de la escuela, Nancy conoce a Flora, una anciana que necesita ayuda con un aparente inquietante en su hogar . Emocionada por el misterio, Nancy pasa la noche en la casa de Flora, junto con la sobrina de Flora, Helen. Esa noche, comienzan a suceder cosas extrañas, con luces que se apagan y luego explotan, las puertas de los gabinetes y los cajones se abren, y una figura encubierta aparece y advierte a Nancy que abandone su misterio.
Al día siguiente, Nancy cree que alguien irrumpió e intentó asustarlos. Nancy y Helen investigan, y encuentran un pasaje secreto que conduce al exterior, revelando cómo el "fantasma" entró en la casa. El pasaje secreto también contiene accesorios que el intruso usó para simular un inquietante, como una caja de fusibles para manipular las luces de la casa. El resto del extraño fenómeno se explica por una plataforma que emite nuez moscada concentrada a través del aire acondicionado de la casa, lo que desencadena alucinaciones.
Más adelante, Nancy se da cuenta de que su padre, que se queda fuera de la ciudad en un viaje de negocios, no se ha registrado recientemente con su tía Hannah. Ella llama a Nate, el amigo de su padre, quien le dice que la reunión de Carson es en un campamento y que la recepción debe ser irregular. Nancy no está convencida, ya que Carson le había dicho que se quedaría en un hotel.
Preocupadas de que algo le haya sucedido, Nancy y Helen se dirigen al hotel de Carson. Descubren que nunca se fue, y su teléfono celular todavía está en su habitación. Las imágenes de seguridad de la noche anterior revelan que Carson fue emboscado y secuestrado por Wharton. Las amigas de Nancy, Bess y George, descubren que Wharton también es el hombre que compró la nuez moscada utilizada en la casa de Flora, y Nancy se da cuenta de que Carson se encuentra allí en el pasaje arcano. Ella y Helen se dirigen a la casa de Flora, donde descubren a Wharton y Nate reteniendo a Carson y Flora como rehenes. Wharton y Nate estaban trabajando juntos para sabotear el movimiento anti-tren, y su plan estaba destinado a obligar a Flora a vender su casa para que la línea pudiera construirse a través de su propiedad. Nancy y Helen trabajan juntas para salvar a Carson y Flora de sus captores,
Al día siguiente en la escuela, Nancy, George y Bess le dan la bienvenida a Helen a su círculo de amigas, y juntas planean su próxima aventura en el Lilac Inn.

## Reparto
- Sophia Lillis como Nancy Drew.
- Zoe Renee como George Fayne.
- Mackenzie Graham como Bess Marvin.
- Laura Slade Wiggins como Helen Corning.
- Sam Trammell como Carson Drew.
- Linda Lavin como Flora.
- Andrea Anders como Hannah Gruen.
- Jesse C. Boyd como Willie Wharton.
- Jay DeVon Johnson
- Andrew Matthew Welch como Oficial Patrick.
- Jon Briddell
- Josh Daugherty
- Evan Castelloe

## Producción
El 20 de abril de 2018, se informó que Sophia Lillis protagonizaría la adaptación cinematográfica de Nancy Drew and the Hidden Staircase, que sería producida por Ellen DeGeneres, Jeff Kleeman y Chip Diggins para Warner Bros. En junio de 2018, se anunció al reparto que incluía a Zoe Renee como George, Mackenzie Graham como Bess, Laura Slade Wiggins como Helen, Sam Trammell como Carson, Linda Lavin como Flora y Andrea Anders como Hannah, junto con Jay DeVon Johnson, Andrew Matthew Welch, Jon Briddell, Josh Daugherty, Evan Castelloe y Jesse C. Boyd.
La fotografía principal de la película tuvo lugar en junio de 2018 en Monroe, Georgia. El 18 de enero de 2019, DeGeneres anunció exclusivamente que la película se estrenaría en los cines el 15 de marzo.

## Música
Sherri Chung compuso la banda sonora de la película. Emily Bear escribió la canción principal „More than just a girl“ y la canción de crédito „Daylight“ tal como aparece en el
Conversación con la productora Ellen DeGeneres narrada en su programa.